# Јосиф Алепски
Свети новомученик Јосиф је родом из Алепа.
Примораван од Турака да се потурчи, Јосиф не само да одбије то, него почне изобличавати мухамеданске лажи и хвалити веру Христову. Због тога би мучен и обезглављен 1686. године. 
Српска православна црква слави га 4. фебруара по црквеном, а 17. фебруара по грегоријанском календару.